# Melhoramentos (editora)
A Editora Melhoramentos é uma editora brasileira que faz parte da Cia Melhoramentos. A Cia. Melhoramentos é uma empresa brasileira que se dedica à produção de papel, mercado editorial e livraria, e é detentora da marca Michaelis.

## Histórico
A Cia Melhoramentos de São Paulo foi formada pelo Coronel Antônio Proost Rodovalho originalmente em 1877, mas foi constituída formalmente em 12 de setembro de 1890, como fábrica de papel. O Coronel Rodovalho construíra em sua fazenda às margens do Rio Juqueri-Guaçu, dois fornos para produção de cal e contratou Albert Graf como chefe na Construção dos fornos de Cal, um dos primeiros funcionários da Companhia Melhoramentos de São Paulo, logo o local passou a ser conhecido como Caieiras. No mesmo ano, Rodovalho funda a Companhia Cantareira e Esgotos, e obtém contratos oficiais para obras de saneamento e urbanização em São Paulo. Em 1888, a companhia constrói o reservatório da Consolação, em São Paulo. Rodovalho decide produzir papel e, em 1887, inicia-se a construção da fábrica de papel, a cargo da empresa alemã Gebrüder Hemmer.
Em 1894, Otto Weiszflog chega a São Paulo, vindo de Hamburgo, Alemanha, e passa a trabalhar para o também hamburguês M. L. Bühnaeds, no ramo de papelaria, encadernação, livros em branco e importação de papel. Seu irmão, Alfried Weiszflog, chega em 1896. Em 1900 a Companhia Melhoramentos começa a fornecer papel para a “M. L. Bühnaeds & Cia” onde trabalham os irmãos Weiszflog, e Rodovalho deixa a Melhoramentos, após desentendimento com o restante da diretoria sobre uma operação com ações. Em 1905, Otto e Alfried tornam-se donos da Bühnaeds & Cia. e, no ano seguinte, a segunda máquina de papel entra em funcionamento na Melhoramentos.
Em 1908, é inaugurada uma linha férrea ligando a fábrica de Caieiras a São Paulo, e a falta de energia leva a Melhoramentos a começar, em 1912, a plantação de eucaliptos, para fornecer lenha para os fornos de cal e cerâmica, e são construídas uma barragem e uma usina de energia elétrica para movimentar a terceira máquina de papel, que entra em funcionamento em 1913. Nesse mesmo ano, aos 75 anos, morre o Coronel Rodovalho.
A parte editorial teve inicio em 1915, como firma independente, a “Weiszflog Irmãos". Quando o diretor Alfred Weiszflog assumiu o controle da fábrica em 1920, houve a fusão das 2 empresas, com a incorporação da Weiszflog pela Melhoramentos. Weiszflog e Irmãos havia iniciado sua atividade editorial com a publicação de O Patinho Feio, de Hans Christian Andersen, ilustrado por Francisco Richter. Devido às ligações de Andersen com Portugal, o português foi a primeira língua para a qual seus livros foram traduzidos, e essa foi a primeira tradução de Andersen feita no Brasil. O primeiro gerente da Weiszflog, Arnaldo de Oliveira Barreto, deu sequência a essa linha editorial, formando a “Coleção Biblioteca Infantil”.
Em 1928, a produção editorial cresce, chegando nesse mesmo ano a um catálogo de 248 títulos, com 670.000 livros impressos. Em 1929 uma nova máquina de papel é comprada. A produção da Melhoramentos atinge 7.400 toneladas de papel para indústria, impressão, cartões, cartolinas, papel de seda e outros, em 1937. Finalmente, em 1938, é publicado o livro “O Filho do Trovão”, de Barros Ferreira, o primeiro livro a ostentar a indicação “Edições Melhoramentos”.
A máquina de papel V, feita pela alemã Voith, começa a funcionar em 1940 e no ano seguinte o nome da empresa é mudado para “Companhia Melhoramentos de São Paulo, Indústrias de Papel”. A Fazenda Levantina, em Camanducaia (MG) passa a fazer parte da Melhoramentos em 1942, e no ano seguinte inicia-se ali a produção da primeira celulose brasileira. A Melhoramentos foi pioneira no uso de madeira brasileira na fabricação do papel. Em 1946, em Caieiras, obtém-se a produção de celulose a partir de eucalipto, um feito de repercussão mundial.
Em 1960 é inaugurada a “Livraria Melhoramentos” no Largo do Arouche, em São Paulo. Quatro anos depois a empresa adquire a Fazenda Santa Marina, em Bragança Paulista.
Em 1968, quando publicou Meu pé de laranja lima, de José Mauro de Vasconcellos, a Melhoramentos vendeu 1.200.000 exemplares em menos de 10 anos, e mais 3.000.000 em traduções para o exterior o que foi considerado, na época, um fenômeno.
Em 1969 é constituída a Melbar, sociedade entre a Melhoramentos e a empresa americana Dresser Magcobar. A tecnologia de produção de celulose é inovada em 1982, com o início da produção de polpa de celulose do tipo CTMP a partir de eucalipto, inaugurando mundialmente a fabricação de papel higiênico a partir dessa madeira.

## Linha literária
A linha de literatura infantil e os livros didáticos são a linha mestra da Melhoramentos. A concentração na literatura infantil vem dos primeiros tempos, quando Weiszflog e Irmãos havia iniciado sua atividade editorial com a publicação de O Patinho Feio.
Outro nome importante do período inicial para a atividade editorial da Melhoramentos foi Manuel Bergström Lourenço Filho, como diretor de ensino no Ceará desde 1922, e cuja “Introdução ao estudo da escola nova” inspirou toda uma geração de reformadores educacionais em todo o Brasil. Manoel foi consultor editorial da melhoramentos durante muitos anos, e a partir de 1926, passou a fazer a revisão de todos os livros infantis da casa.

## Livros
"Coleção povos do passado", publicada em Portugal por Círculo de Leitores
- Livro Os Egípcios
- Livro Os Romanos
- Livro Os Normandos
- Livro Os Chineses
- Livro Os Incas
- Livro Os Gregos
- Livro Os Vikings
- Livro Os Astecas
- livro Os Celtas
- Livro Os Saxões